# Agustín Fernández Mallo
Agustín Fernández Mallo (La Corunya, 1967) és un físic i escriptor espanyol que viu a Palma. És un dels membres més destacats de l'anomenada Generació Nocilla, Generació Mutant o Afterpop, la denominació més popular procedeix del títol d'una sèrie de les seves novel·les.

## Biografia
L'any 2000 encunya el terme poesia pospoètica, que tindria més tard la seva formalització a l'assaig Postpoesia - en el que, a més, investiga les connexions entre art i ciències-, i la proposta pràctica de la qual la constitueixen els poemaris:nYo siempre regreso a los pezones y al punto 7 del Tractatus, Creta lateral Travelling –Premio Café Mon 2005–, el poemari-performance Joan Fontaine Odisea [mi deconstrucción] i Carne de píxel.
Ha publicat les novel·les Nocilla Dream (Candaya, 2006) i Nocilla Experience (Alfaguara, 2008), formant les dues part d'una trilogia que conclouria amb la publicació de Nocilla Lab (Alfaguara, 2009). També ha experimentat amb la reescritura de l'obra de Borges -una de les seves influències reconegudes-, en El hacedor (de Borges), Remake, (Alfaguara 2011), un treball de marcat caràcter conceptual. Entre les seves influències, com ell mateix ha assenyalat a entrevistes, es troben tant a la literatura canònica com a les ciències, el cine, la publicitat o l'art conceptual. Treballa els seus textos més com a models de xarxes que com a desenvolupaments lineals, col·locant l'alta i la baixa cultura a un mateix nivell d'importància metafòrica.
La publicació de la seva obra Nocilla Dream, de rapid èxit de públic, va ser qualificada per la crítica especialitzada com una regeneració de la narrativa en castellà, i la premsa cultural va començar a difundir el terme Generació Nocilla per a etiquetar la seva obra junt a la de tot un grup d'autors com Jorge Carrión, Eloy Fernández Porta, Vicente Luis Mora o Juan Francisco Ferré. A partir de la publicació de l'antologia Mutantes va començar a usar-se també el terme Generació mutant, encara que bàsicament fa referència als mateixos noms.
El 2008 va ser guardonat amb el Premi Ciutat de Burgos de Poesia pel seu llibre Carne de píxel. Amb la seva primera assagística Postpoesia, hacia un nuevo paradigma ha estat finalista del Premi Assaig Anagrama.
Tot i que treballa com a físic, també col·labora amb les revistes culturals Lateral, Contrastes, La Bolsa de Pipas i La Fábrica, i també als diaris El País, El Mundo i La Vanguardia. Manté, junt amb Eloy Fernández Porta, el duo d'spoken word anomenat Afterpop, Fernández&Fernández.
Ha estat inclos com a autor destacat al llibre Spanish fiction in the digital age, antologia de Christine Henseler editada per Palgrave Macmillan.
El 2015 l'editorial Seix Barral llança una selecció dels seus poemes amb el títol: Ya nadie se llamará como yo + Poesía reunida (1998-2012).
Amb Juan Feliu forma el duo musical Frida Laponia, que el 2012 va gravar el CD Pacas go downtown. Fernández Mallo també ha filmat una sèrie de curtmetratges disponibles al seu bloc.

## El cas d'El hacedor (de Borges), Remake
El setembre de 2011, l'editorial Alfaguara, a petició dels advocats de Maria Kodama, vídua de l'escriptor Jorge Luis Borges, van retirar de les llibreries els exemplars no venuts d'El hacedor (de Borges), Remake, llibre que havia estat publicat el febrer del mateix any. Segons l'autor gallec, el que es posava en qüestió és "una tècnica literària" que consisteix en "recollir un llegat i transformar-lo" i afegia que la "gran paradoxa" és que va estar precisament Borges "un dels millors exponents". Maria Kodama, en canvi, afirmava que es tractava d'alguna cosa molt diferent a un homenatge, tot i que va reconèixer no haver llegit el llibre. Nombrosos escriptors i artistes van expressar el seu suport a Fernández Mallo, oposant-se a tot el que consideraven un acte de censura que atemptava contra l'art tal com es concep en aquest temps.

## Obres
Poesia
- Yo siempre regreso a los pezones y al punto 7 del Tractatus, Edició personal, 2001 (reeditada per Alfaguara, Madrid, 2012)
- Creta, lateral travelling, La Guantera, 2004 (Editorial Sloper, 2009)
- Joan Fontaine Odisea (mi deconstrucción), La Poesía, Señor Hidalgo, 2005
- Carne de píxel, DVD Ediciones, 2008
- Antibiótico, poema únic de 100 pàgines, escrit el 2005 i publicat per primera vegada el 2006;[5] Visor, Madrid, 2012
- Ya nadie se llamará como yo + Poesía reunida (1998-2012), Seix Barral, 2015[6] ISBN 9788432225086

Narrativa
- Nocilla Dream, Editorial Candaya, 2006
- Nocilla Experience, Alfaguara, 2008
- Nocilla Lab, Alfaguara, 2009, que acaba amb una historieta dibuixada per Pere Joan[7]
- El hacedor (de Borges), Remake, Alfaguara, 2011[8]
- Trilogía de la guerra. Seix Barral, 2018

Assaig
- Postpoesía. Hacia un nuevo paradigma, Editorial Anagrama, 2009

## Premis
- Primer premi Café Món per Creta, lateral travelling
- Nocilla Dream va estar designada la millor novel·la en castellà de l'any per la Revista quimera, i la crítica d'aquesta mateixa revista la va catalogar com la quarta novel·la en castellà més important de la dècada (2000-2010)
- Nocilla Dream, una de les deu millors novel·les de 2006 segons el suplement El Cultural, del diari El Mundo
- Premi de Poesia Ciutat de Burgos 2007 per Carne de píxel
- Nocilla Experiencie va estar nomenada la millor novel·la de 2008 per La 2 de Televisió Espanyola[9]
- Finalista del Premi Anagrama amb el seu assaig Postpoesía. Hacia un nuevo paradigma
- Nocilla Lab va ser escollida pel suplement cultural Babelia com la tercera novel·la en castellà més important de 2009